# Vatica diospyroides
Espèce
Classification phylogénétique
Statut de conservation UICN

 EN  : En danger
 Vatica diospyroides est un arbre sempervirent d'Asie du Sud-Est.

## Répartition
Forêts de Malaisie péninsulaire, Thaïlande et du Viêt Nam.

## Préservation
Espèce en danger critique d'extinction du fait de la déforestation et de l'exploitation forestière.

## Galerie

Vatica diospyroides, Jardin botanique de la reine Sirikit, Thaïlande
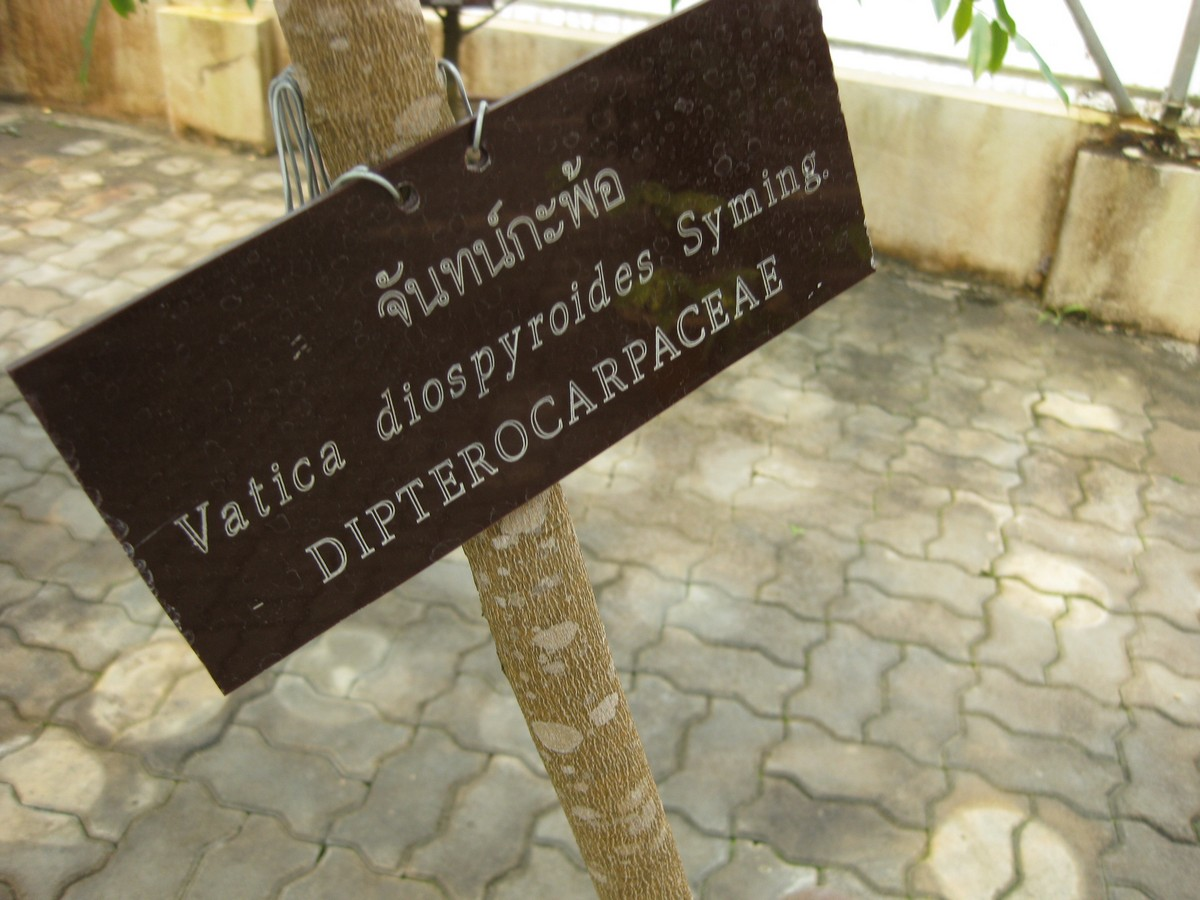
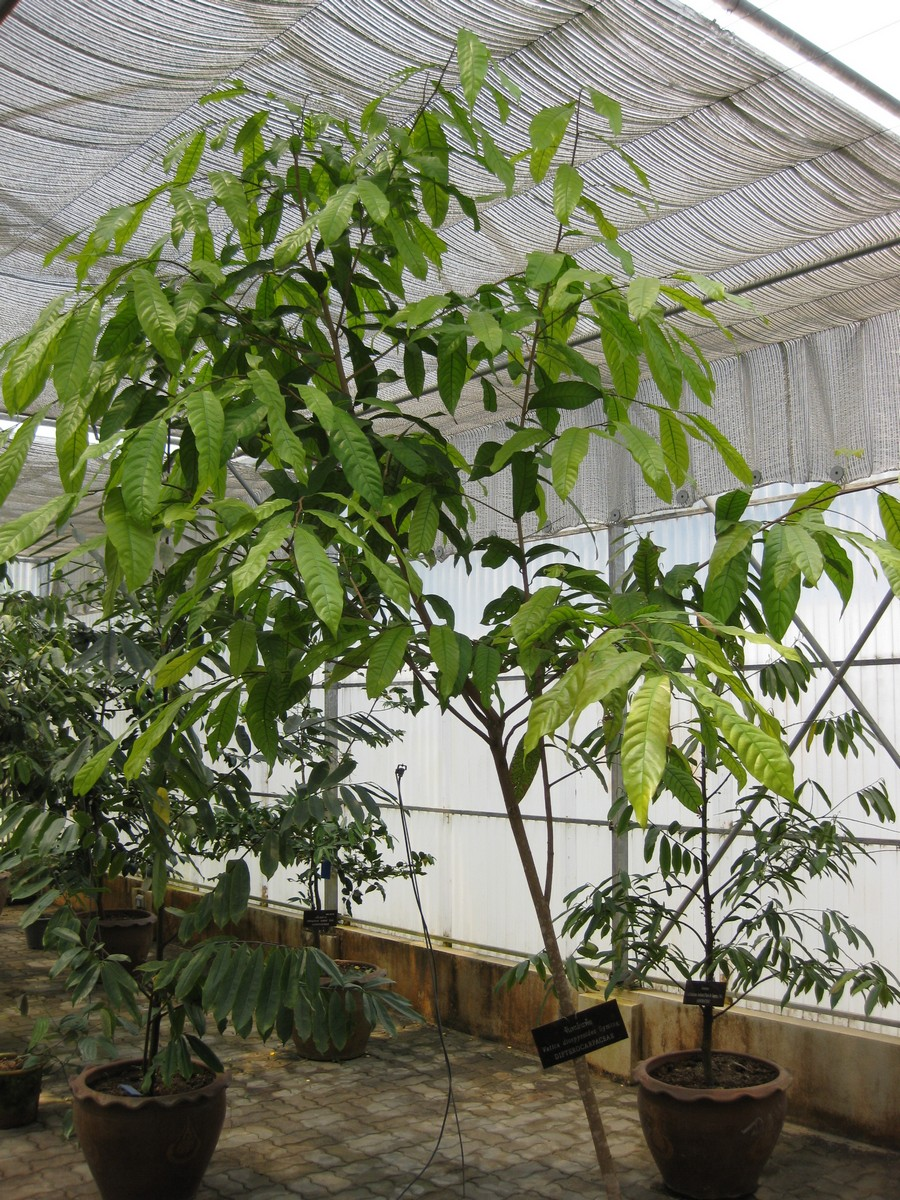
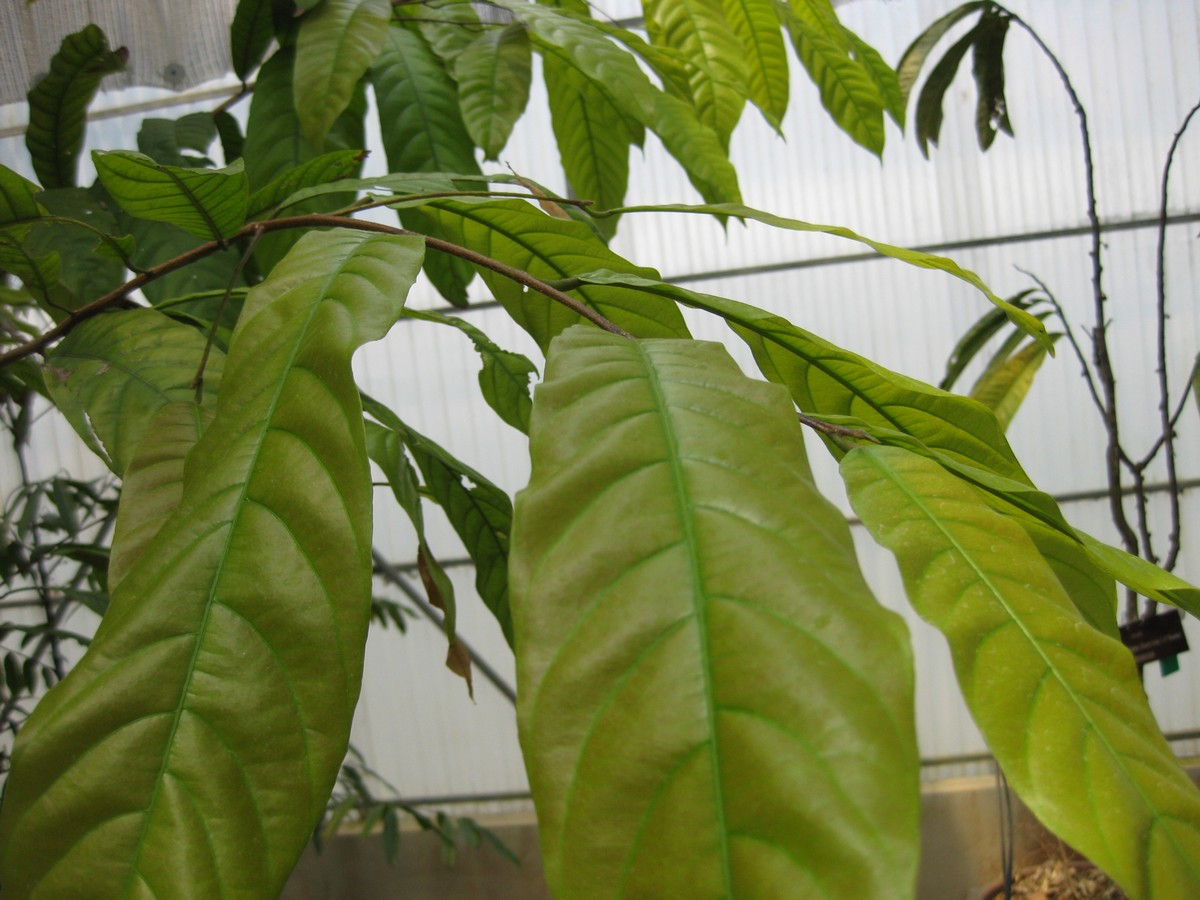
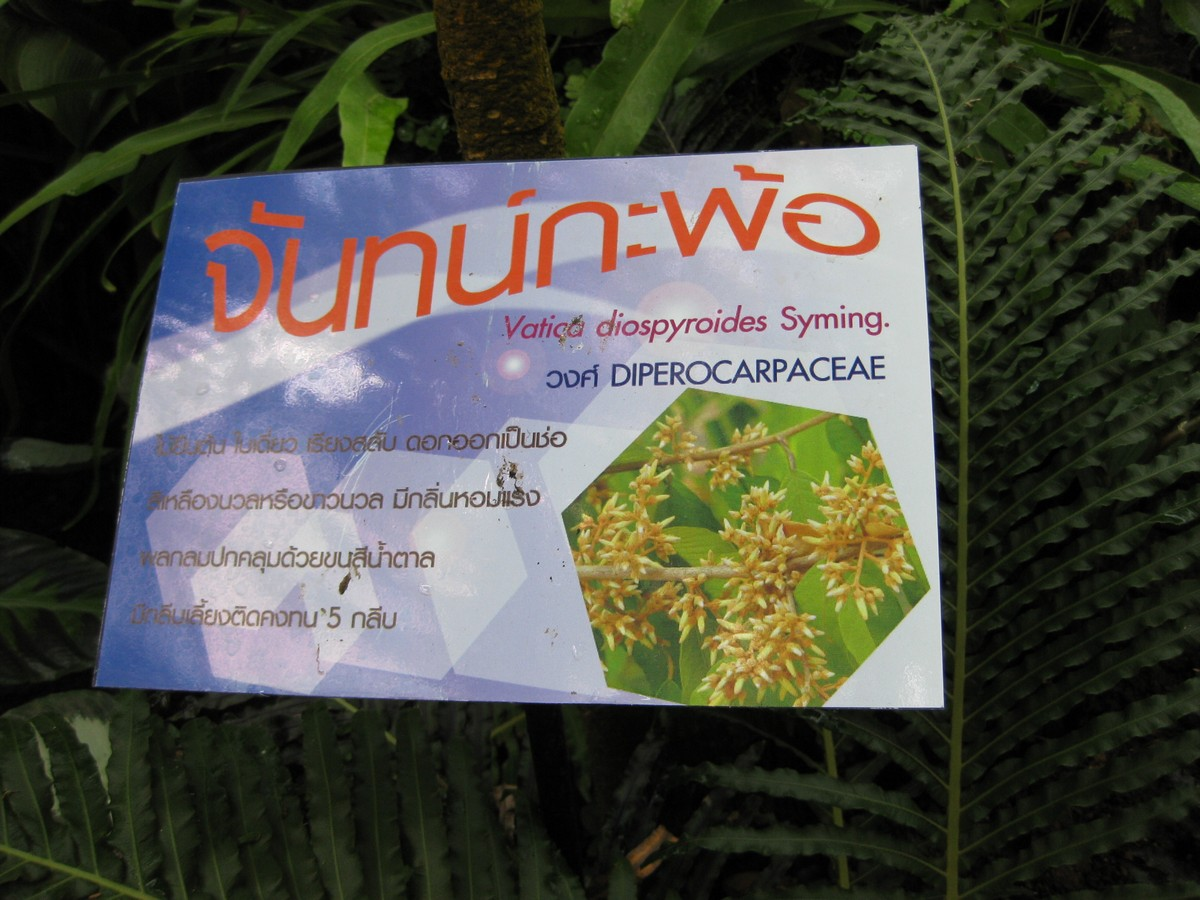
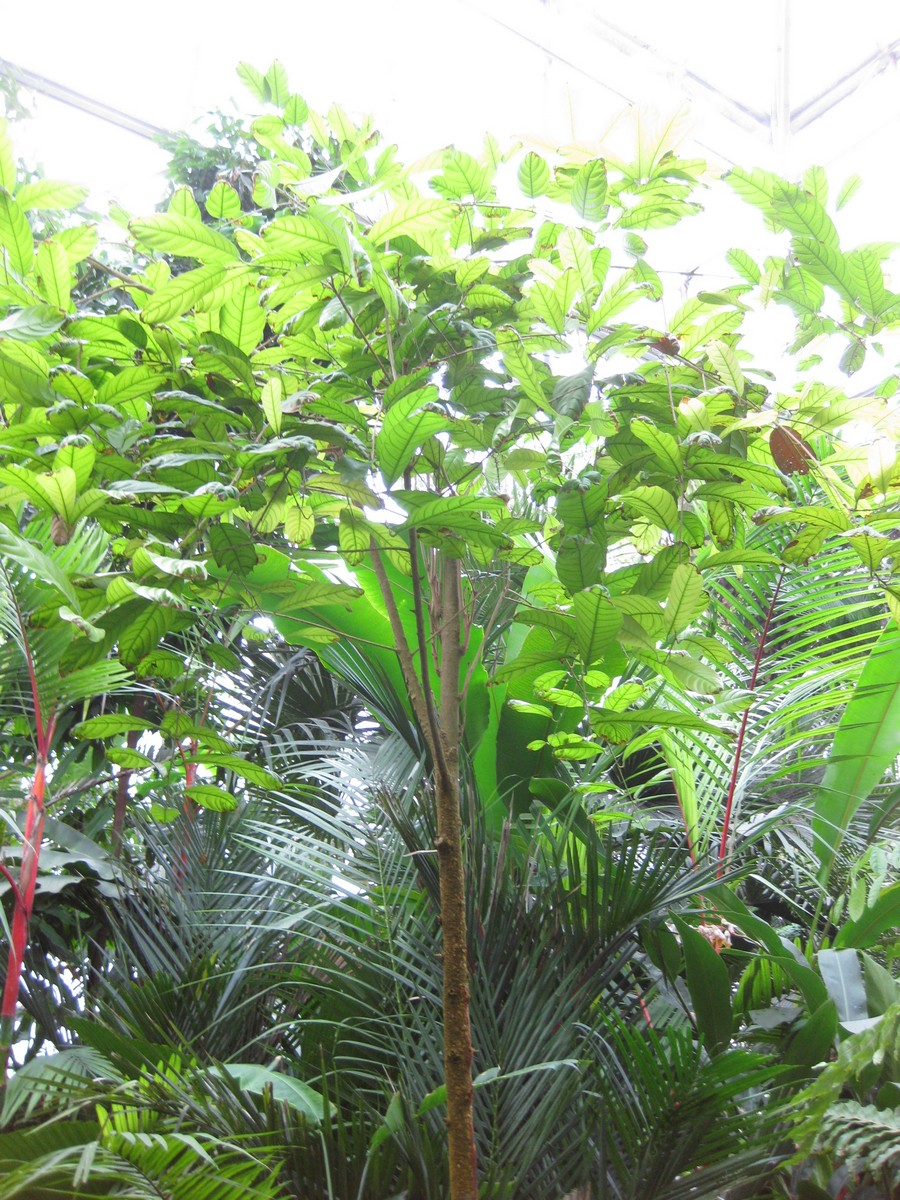
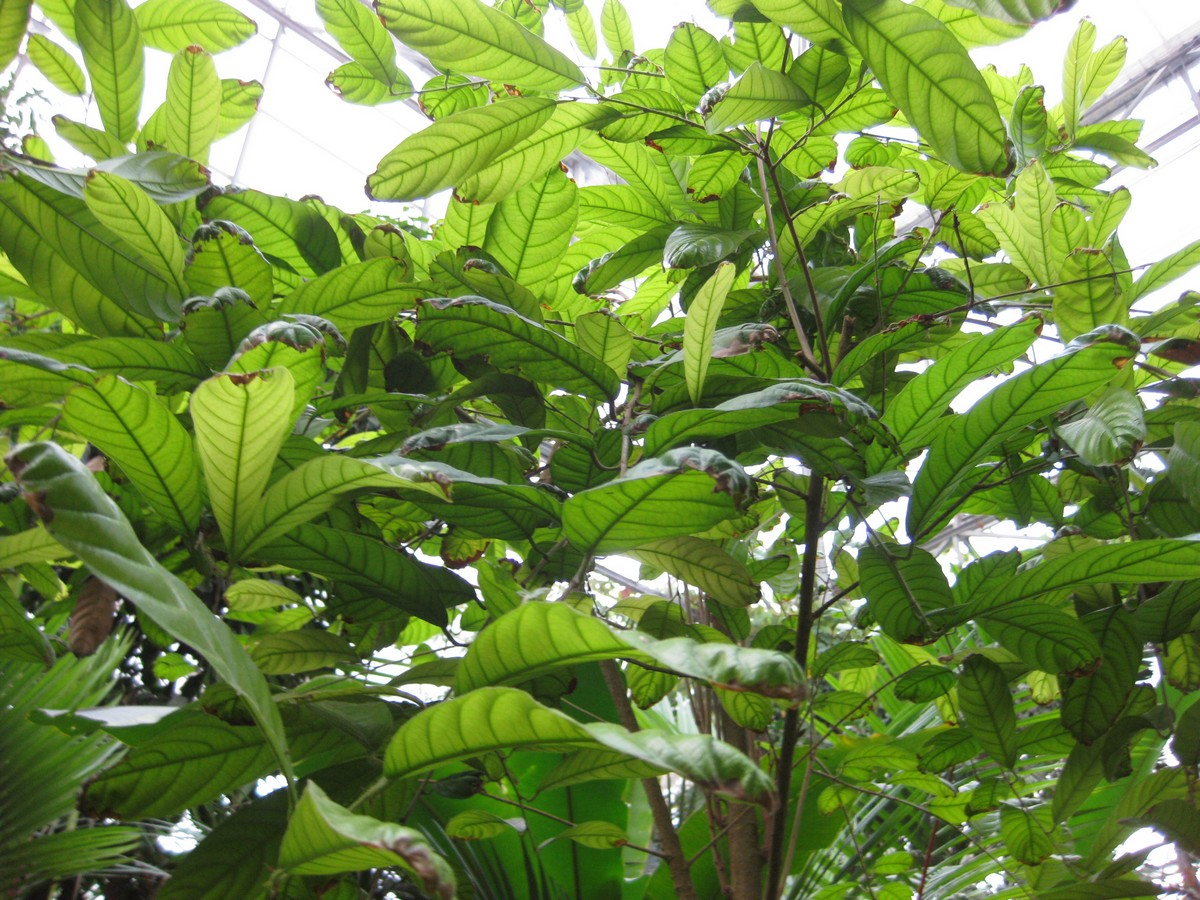